# شيرمان أليكسي
شيرمان أليكسي (بالإنجليزية: Sherman Alexie)‏ مواليد 7 أكتوبر 1966 في سبوكين، واشنطن، الولايات المتحدة، هو مخرج وكاتب سيناريو أمريكي.

## وصلات خارجية
شيرمان أليكسي  على قاعدة بيانات الخيال التأملي على الإنترنت
- الموقع الرسمي
- شيرمان أليكسي على موقع IMDb (الإنجليزية)
- شيرمان أليكسي على موقع الموسوعة البريطانية (الإنجليزية)
- شيرمان أليكسي على موقع مونزينجر (الألمانية)
- شيرمان أليكسي على موقع ألو سيني (الفرنسية)
- شيرمان أليكسي على موقع ميوزك برينز (الإنجليزية)
- شيرمان أليكسي على موقع أول موفي (الإنجليزية)
- شيرمان أليكسي على موقع إن إن دي بي (الإنجليزية)
- شيرمان أليكسي على موقع قاعدة بيانات الفيلم (الإنجليزية)
- شيرمان أليكسي على موقع كينوبويسك (الروسية)